# Манилов, Валерий Леонидович
Валерий Леонидович Манилов (10 января 1939, Тульчин — 1 июля 2023, Москва) — российский военачальник. Первый заместитель начальника Генерального штаба Вооружённых Сил Российской Федерации (1996—2001), генерал-полковник.

## Карьера

### Военная служба
В 1962 году окончил Одесское высшее общевойсковое командное училище.
Начинал службу в Южной группе Советских войск (Венгрия) командиром разведвзвода.
После перевода в Забайкальский военный округ работал в окружной газете «На боевом посту».
C 1972 года работал в газете «Красная звезда». В 1976 году заканчивает Военно-политическую академию им. В. И. Ленина и становится заместителем редактора газеты.
С 1978 года работал в аппарате Министерства обороны СССР на должностях референта, заместителя начальника и начальника референтуры министра. В 1985 году заканчивает Академию Генерального штаба Вооружённых Сил СССР. В 1989—1992 годах — начальник пресс-центра, затем — Управления информации Министерства обороны СССР. В 1992 году — начальник Управления информации Объединенных Вооружённых Сил (ОВС) СНГ. В 1992—1993 годах — пресс-секретарь Главнокомандующего ОВС СНГ Е. И. Шапошникова.
С июля 1993 года — помощник секретаря Совета Безопасности РФ, с октября 1993 по сентябрь 1996 года — заместитель секретаря Совета Безопасности РФ. Действительный государственный советник Российской Федерации 1-го класса (1996).
С сентября 1996 по июнь 2001 года — первый заместитель начальника Генерального штаба Вооружённых Сил РФ, в последние годы в должности первого заместителя Генерального штаба руководил пропагандистским обеспечением действий федеральных сил в Чечне.
В июне 2001 года указом Президента РФ был отправлен в отставку и уволен из Вооружённых Сил по возрасту.

### Гражданская служба
Кандидат философских наук, доктор политических наук. Академик Академии военных наук (1996). Академик РАЕН и Международной академии информатизации.
В 2000 году стал президентом Академии проблем геополитики и безопасности. Член Совета по внешней и оборонной политике (СВОП).
Представитель в Совете Федерации Федерального Собрания РФ от администрации Приморского края с августа 2001 до 28 января 2004 года, первый заместитель председателя Комитета по обороне и безопасности, член Комиссии по контролю за обеспечением деятельности Совета Федерации, член Комиссии по методологии реализации конституционных полномочий Совета Федерации, член Комиссии по информационной политике.
Умер 1 июля 2023 года в Москве на 85-м году жизни после тяжёлой продолжительной болезни. Похоронен 3 июля на Федеральном военном мемориале «Пантеон защитников Отечества».

## Награды
Награждён орденами и медалями СССР и РФ. Награждён орденом «За заслуги перед Отечеством» IV степени (2001), а также орденами «За военные заслуги», Красной Звезды, «За службу Родине в Вооружённых Силах СССР» 3-й степени, медалями, несколькими наградами иностранных государств.
В 2001 году удостоен высшей награды Фонда международных премий — Ордена Николая Чудотворца «За приумножение добра на Земле».

## Семья
Родился в семье участника ВОВ — капитана-пограничника Манилова Леонида Яковлевича. Мать — Полина Андреевна. В семье было 8 детей. Брат Александр (род. 1952) — генерал-полковник пограничных войск.
Был женат, имел дочь.